# اسکیئل بوژاد
اسکیئل بوژاد (اسپانیایی: Ezequiel Bullaude‎؛ زادهٔ ۲۶ اکتبر ۲۰۰۰) بازیکن فوتبال اهل آرژانتین است.

## باشگاهی
از باشگاه‌هایی که در آن بازی کرده‌است می‌توان به باشگاه فوتبال گودوی کروز اشاره کرد.